# Charles Miller Fisher

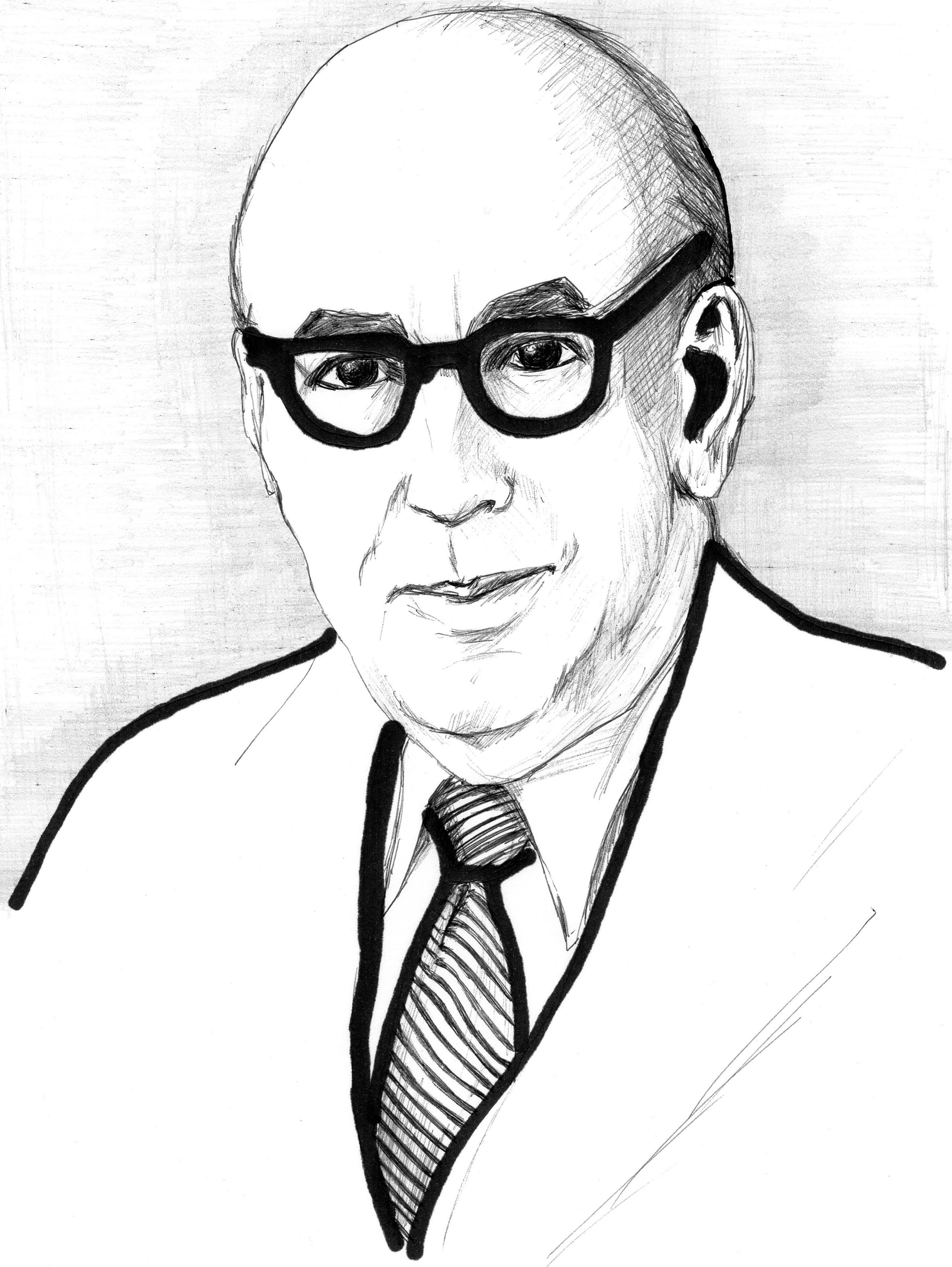
Charles Miller Fisher

Charles Miller Fisher (* 5. Dezember 1913 in Waterloo (Ontario); † 14. April 2012 in Albany (New York)) war ein kanadischer Neurologe.
1998 wurde er für seine Leistungen in die Canadian Medical Hall of Fame aufgenommen.

## Leben
Bekannt wurde Fisher unter anderem für die Beschreibung einer Variante einer heute als Guillain-Barré-Syndrom (GBS) bezeichneten akuten Polyradikulitis. Die Variante wurde 1956 von Fisher anhand von drei Fällen beschrieben und war gekennzeichnet durch ein Syndrom aus Ophthalmoplegie, Ataxie und Areflexie. Diese Variante wird heute üblicherweise als Miller-Fisher-Syndrom bezeichnet.

## Werke (Auswahl)
- M. Fisher: An unusual variant of acute idiopathic polyneuritis (syndrome of ophthalmoplegia, ataxia and areflexia). In: The New England journal of medicine. Band 255, Nummer 2, Juli 1956, S. 57–65. doi:10.1056/NEJM195607122550201. PMID 13334797.
- C. M. Fisher: A lacunar stroke: the dysarthria–clumsy hand syndrome. In: Neurology. Band 17, 1967, S. 614–617. Volltext